# Médina Yoro Foulah
Médina Yoro Foulah – miasto w Senegalu, w regionie Kolda.